# دائرة كوتو
دائرة كوتو هي إحدى الدوائر الخمس في الإدارة الجنوبية في جنوب غرب هايتي. تتبعها ثلاثة بلديات ويبدأ رمزها البريدي بالرقم 84.